# سيباستيان غونزاليس (لاعب كرة قدم مواليد 2003)
سيباستيان غونزاليس (بالبرتغالية: Sebastián González‏) هو لاعب كرة قدم إكوادوري في مركز الوسط، ولد في 6 يونيو 2003 في البرازيل يلعب في نادي شباب الأهلي الإماراتي.

## وصلات خارجية
- سيباستيان غونزاليس (لاعب كرة قدم مواليد 2003) على موقع قاعدة بيانات كرة القدم.إي يو (الإنجليزية)
- سيباستيان غونزاليس (لاعب كرة قدم مواليد 2003) على موقع Soccerway.com (الإنجليزية)
- سيباستيان غونزاليس (لاعب كرة قدم مواليد 2003) على موقع عالم كرة القدم.نت (الإنجليزية)